# 휴대용 시계

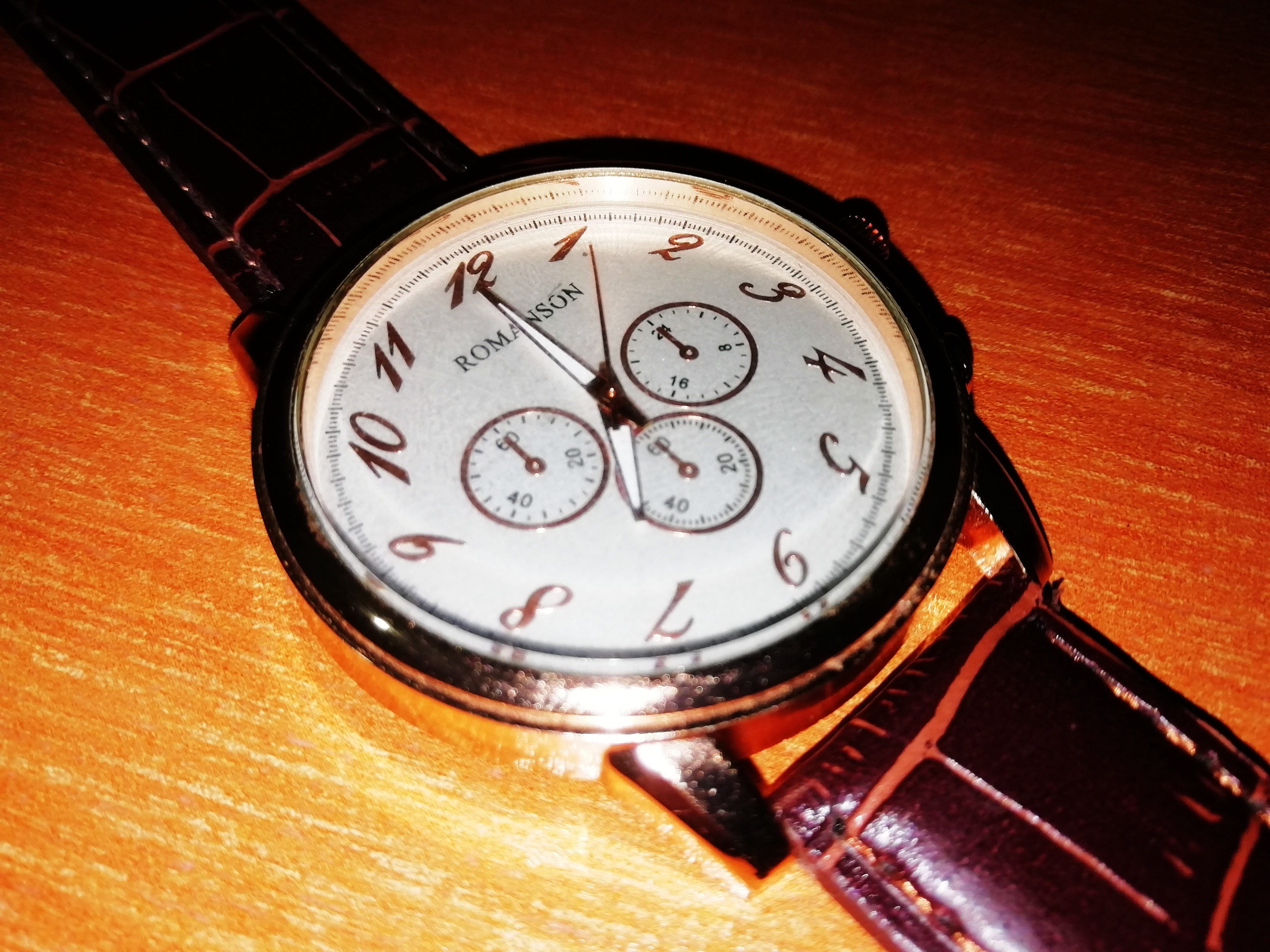
Romanson 손목시계

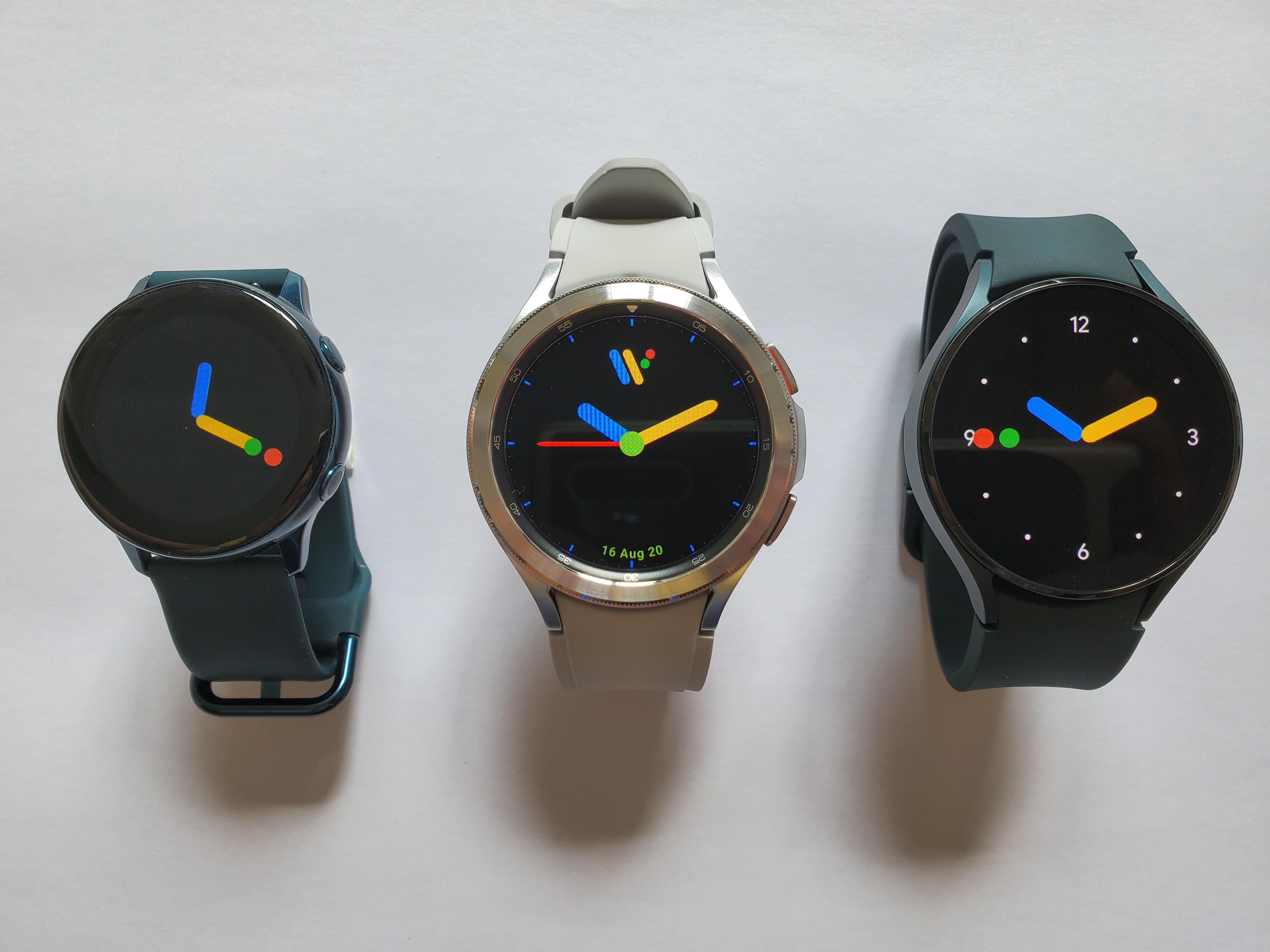
스마트워치

휴대용 시계(携帶用時計) 또는 워치(영어: Watch)는 손에 차거나 들고 다니거나 주머니에 넣기 편한 시계다. 회중 시계와 손목 시계가 있다.

## 같이 보기
- 시계
- 해상시계